# Associação Académica do Mindelo
O Associação Académica do Mindelo é um clube de futebol da ilha de São Vicente de Cabo Verde.

## História
O clube fundado a 1 de abril de 1940 é a filial do clube português Académica de Coimbra.   O clube comemora na 10ª aniversario em 1950. Académica venceu o primeiro título em tempo colonial em 1953 e venceu o primeiro e único título nacional em 1989. Académica venceu o primeiro título insular em 1948 e o último em 1972.
Académica comemorado na 25ª aniversario em 1965 e 50ª aniversario em 1990.
Académica venceu o primeiro título de torneio de abertura em 2001 e o último em 2007. Além, Académica venceu o único título de taça regional em 2007 e  único título de super taça em 2008.
O MOAVE patrocinado Académica do Mindelo para época 2014/15.
O Académica sofreu de temporadas recentes de 2016-17 e 2017-18. Em temporada de 2016-17, Académica finido terceiro, o clube perdeu 11 pontos, uma rodada até de último rodada por temporada, que inscrivado o goleador com identidade falsa sobre dois jogadores nomeado Keven Jorge, uma o Kevin Jorge Sousa Ramos (Ken) nascido em 1989 e o outro o Kevin Jorge Ramos Sousa nascido em 1994 e jogador de clube portuguesa, Nacional da Madeira.  Uma temporada tarde, Académica finido o setimo, na zona de jogos decisonais e venceu com mais golos artilheirado.

## Uniformes antigos
As cores do equipamento principal branco, azul e preto. O equipamento alternativo é preto.
| Uniforme titlulo até 2015 | Uniforme em visita até 2015 | Uniforme título por casa após 2016 até 2019 | Uniforme título por visita após 2016 até 2019 | Uniforme terceiro após 2016 até 2019 |

## Rivalidades
O Académica Mindelo tem como rival com Mindelense na nivel regional e Sporting Praia em nivel nacional.

## Títulos de futebol (desde independência)
- Títulos nacionais:
  - Antes da Independência:
    - Campeonato Colonial de Cabo Verde (Antecessor do Campeonato Cabo-verdiano de futebol) (2): 1952-1953 e 1966-1967

  - Desde independência:
    - Campeonato Cabo-verdiano de Futebol (1): 1989
    - Campeonato Cabo-verdiano  de Futebol (2) :2022
- Títulos insular:
  - Liga Insular de São Vicente: 10

Pré-Independência: 6
1948, 1953, 1963, 1964, 1967, 1972
Desde Independência: 4
1986/87. 1994/95, 2003/04, 2006/07
- - Taça de São Vicente: 3

2007/08
- - Super Taça de São Vicente: 1

2006/07
- - Torneio de Abertura de São Vicente: 2

2001/02, 2006/07
- - Taça de cabo verde 2023

## Futebol

### Palmarés
| Escalão | Nº Presenças | Títulos | Melhor Classificação |
| I       | 50-55        | 0       | -                    |
| II      | 55-60        | 7       | 1a                   |

### Classificações

#### Nacionais
| Temporada | Div | Pos | Pts    | J | V | E | D | G.M. | G.S. | Diff. |
| 2004      | 1A  | 1   | 10 pts | 4 | 3 | 1 | 0 | 13   | 2    | +11   |
| 2007      | 1A  | 1   | 13 pts | 5 | 4 | 1 | 0 | 16   | 0    | +16   |

#### Regionais
| Temporada | Div | Pos | Pts    | J  | V | E | D | G.M. | G.S. | Diff. |
| 2003-04   | 2   | 1   | -      | -  | - | - | - | -    | -    | -     |
| 2006-07   | 2   | 1   | -      | -  | - | - | - | -    | -    | -     |
| 2013-14   | 3   | -   | -      | -  | - | - | - | -    | -    | -     |
| 2014-15   | 2   | 7   | 11 pts | 14 | 3 | 2 | 9 | 11   | 18   | -7    |
| 2015-16   | 2   | 3   | 22 pts | 14 | 5 | 7 | 2 | 15   | 10   | +5    |
| 2016-17   | 2   | 3   | 21 pts | 14 | 7 | 0 | 7 | 18   | 21   | -3    |
| 2017-18   | 2   | 7   | 11 pts | 14 | 3 | 2 | 9 | 15   | 22   | -7    |
| 2018-19   | 2   | 3   | 26 pts | 14 | 8 | 2 | 4 | 30   | 16   | +14   |